# 조엘리손 페르난데스 다 시우바
조엘리손 페르난데스 다 시우바(Joelison Fernandes da Silva, 1985년 8월 15일 ~ )는 브라질의 거인증 환자로 브라질에서 가장 키가 큰 사람으로 알려져 있다. 2021년 골수염으로 인해 오른쪽 다리를 절단했으며, 현재는 좌식 배구 선수로 활동하고 있다.

## 기타
- 2014년에 종합격투기 경기를 한 적이 있다.[2]

- 2015년, 키가 152cm인 여성과 결혼하여 키 차이가 많이 나는 부부로 화제가 되기도 했다.[3]

- 브라질 최장신으로 알려져 있지만 정확한 키는 불분명하다. 2014년 종합격투기 경기에 출전했을 때 주최측은 조엘리손의 키를 246cm로 소개했고, 2015년 결혼 당시 언론들은 그의 키를 238cm로 소개한 바 있다. 한편 국제 패럴림픽 위원회는 2022년에 공식 웹사이트를 통해 조엘리손의 키가 237cm라고 보도하기도 했다.